# Día de la Victoria (Estonia)

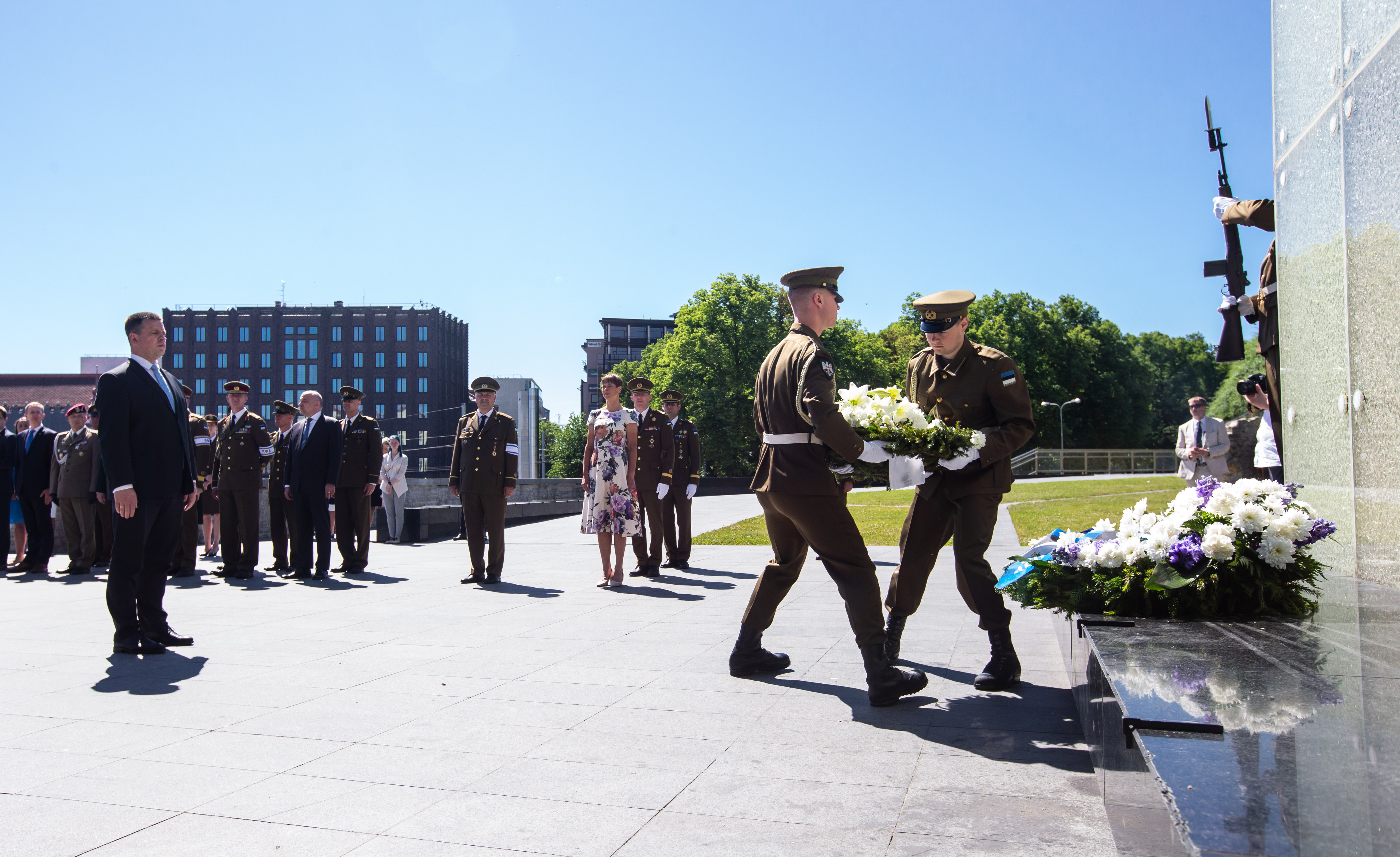
Ceremonia del Día de la Victoria celebrada en 2020 en Tallin

El Día de la Victoria, también conocido como el Día de la Victoria de la Batalla de Võnnu (en estonio: Võidupüha) es un día festivo estonio es un día festivo que se celebra cada 23 de junio desde 1934.
La festividad conmemora el triunfo estonio y de Letonia en la batalla de Cēsis de 1919 frente al Baltische Landeswehr.

## Historia
Dicha batalla fue parte de la Guerra de Independencia que tuvo lugar entre 1918 y 1920, en la cual, Estonia combatió frente al Ejército Rojo de la Unión Soviética y el Baltische Landeswehr formado por alemanes del Báltico de la nobleza de Curlandia y de la Gobernación de Livonia, los cuales apoyaron al Imperio alemán y que tenían como objetivo establecer el Ducado Unido del Báltico.
Tras el inicio de las hostilidades, el 19 de junio de 1919, la fuerza combinada de la 3.ª División junto con el Batallón de Infantería de Partisanos Kuperjanov y la Brigada Letona del Norte defendieron sus posiciones a pesar de la abrumadora superioridad del enemigo hasta que dos días después llegaron los refuerzos. El 23 de junio, consiguieron hacer retroceder a los alemanes y posteriormente lanzaron una gran contraofensiva en la  recuperaron Cēsis (Võnnu en estonio).
Finalizada la contienda, el Mayor General Ernst Põdder ordenaría a sus hombres que en aquellas ciudades donde derrotaron al enemigo ondeasen la bandera nacional y que se instalasen unidades armadas en las guarniciones locales.
El 16 de febrero de 1934, el Parlamento declaró que cada 23 de junio pasaría a ser día nacional, sin embargo, tal festividad fue prohibida durante el régimen soviético, y posteriormente durante la ocupación alemana durante la II Guerra Mundial. Finalmente volvería a ser legal una vez obtuvieron su independencia siendo en 1992 la primera celebración en casi medio siglo en el jardín del Palacio Kadriorg.

## Observaciones
La festividad se celebra de manera conjunta por parte de las Fuerzas de Defensa de Estonia y las Fuerzas Armadas Nacionales de Letonia puesto que combatieron juntos aquella batalla. No obstante, es en Estonia donde se le da más importancia como fiesta y evento nacional a diferencia del país vecino. Desde el año 2000, las celebraciones han sido organizadas por la Liga de Defensa. Este día también enlaza con el Día de San Juan (celebrado cada 24 de junio).
Tras el final de la ocupación soviética, se recuperó la costumbre del alumbrado tradicional en el que el presidente recorre el país portando la "Llama de la Independencia" para encender las hogueras en varias localidades. De acuerdo con las leyes, los demás símbolos nacionales deben estar presentes, por lo que las banderas no deben ser arriadas de los edificios públicos durante la noche entre los días 23 y 24
Otro punto a destacar son los desfiles militares anuales presididos por el presidente como Comandante en Jefe honorario de las Fuerzas de Defensa.